# České Budějovice
České Budějovice é uma cidade checa localizada na região da Boêmia do Sul, distrito de České Budějovice.

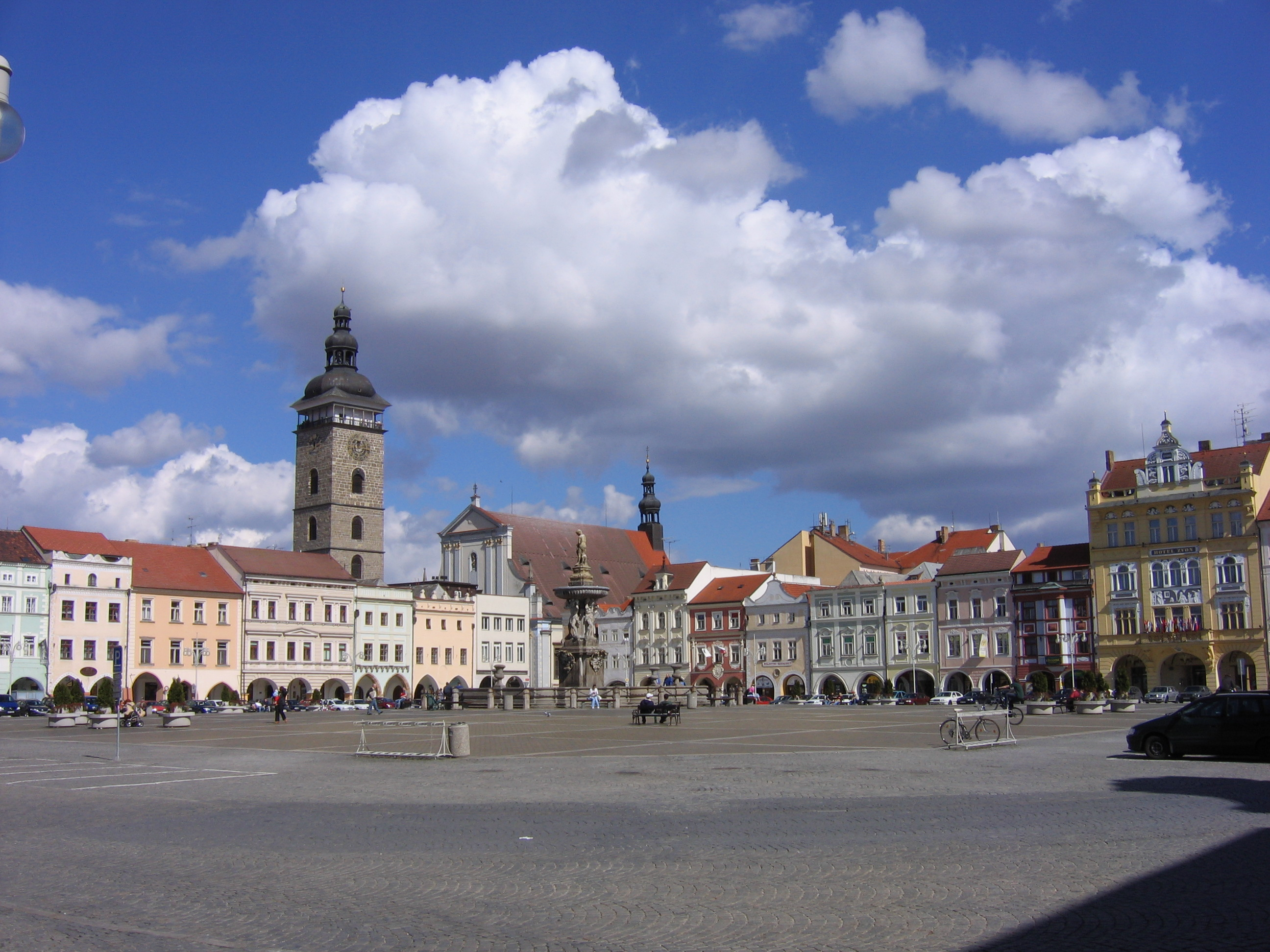

České Budějovice (também conhecida por seu antigo nome em alemão - Böhmisch Budweis -, da época em que pertencia ao Império Austríaco) é uma cidade da República Checa. Com seus 94.622 habitantes é a cidade mais povoada da Boêmia do Sul (região), tem uma superfície de 55,56 km² e também sua capital.
A cidade é conhecida sobre todo o mundo pela cerveja Budweiser Budvar, mas também como uma importante cidade universitária. A primera parte do nome, České, (checa) serve para diferenciar da cidade de Moravské Budějovice (em alemão Mährisch Budwitz).

## História

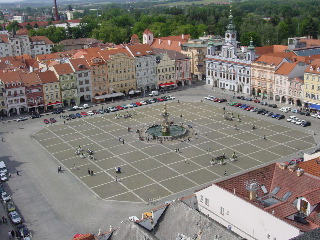
Naměstí Přemysl Otakara II (Praça Přemysl Otakar II).

A cidade foi fundada por Hirzo, no ano de 1265.

## Geografia
A cidade está no centro do vale do Rio Vltava

## Economia
A cidade é sede de uma importante cervejaria, Budweiser, que exporta para o mundo inteiro.
A Universidade da Boêmia do Sul (Jihočeská univerzita v Českých Budějovicích, abreviada em JU ČB, lat. Universitas Bohemiae Meridionalis) foi fundada em 1991. Comprende uma faculdade de agronomia, de biologia, de economia e de pedagogia.

## Filhos ilustres
- Ver Categoria:Naturais de České Budějovice

## Cidades-irmãs
1. Linz ( Áustria)
2. Passau ( Alemanha)
3. Almere ( Países Baixos)
4. Lorient ( França)
5. Nitra ( Eslováquia)